# Nick Sachvie
Nick Sachvie, né le 22 décembre 1991 à Saint Catharines, est un joueur professionnel de squash représentant le Canada. Il atteint le 64e rang mondial en novembre 2017, son meilleur classement. Il est champion du Canada en 2017 et en 2019.
Il est diplômé de l'université Cornell en 2014 avec un diplôme en Sciences de l'information et de la communication. Il a également été actif dans le squash universitaire en représentant son université.

## Palmarès

### Titres
- Championnats du Canada : 2 titres (2017, 2019)